# Jérémy Doku
Pour les articles homonymes, voir Doku.
Jérémy Doku, né le 27 mai 2002 à Borgerhout (Anvers) en Belgique, est un footballeur international belge qui joue au poste d'attaquant à Manchester City. Il possède également la nationalité ghanéenne,.

## Biographie

### En club

#### Jeunesse et formation

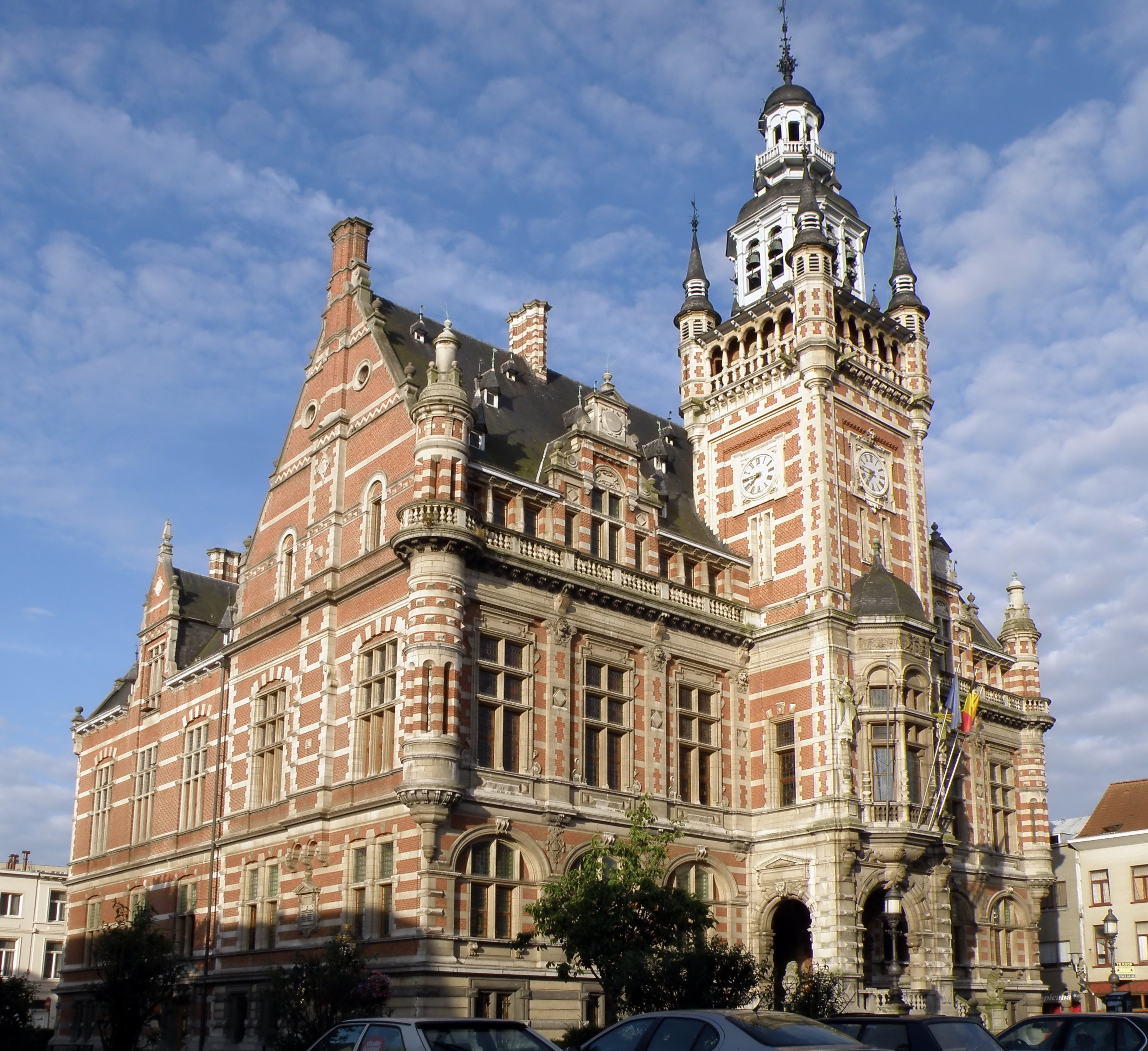
Borgerhout, lieu de naissance de Jérémy Doku.

Jérémy Doku naît le 27 mai 2002 à Borgerhout, un district de la ville d'Anvers en Belgique, de parents ghanéens,. Il possède lui-même la nationalité ghanéenne,. Il est formé au Royal Sporting Club Anderlecht, où il signe son premier contrat professionnel à l'été 2018,. Il est depuis ses débuts suivi par plusieurs grands clubs européens, tels que l'Ajax Amsterdam puis surtout le Liverpool FC de Jürgen Klopp, où il avait même fait des essais avant de signer son premier contrat dans le club belge, à la suite notamment d'un message de Romelu Lukaku, qui l'incitait à suivre son exemple en commençant sa carrière à Anderlecht,.

#### RSC Anderlecht (2018-2020)
Doku a commencé à jouer au football à un jeune âge à Anvers pour le KVC Olympic Deurne et Tubantia Borgerhout; puis il a joué pour Beerschot. Plus tard, il est passé au R.S.C. Anderlecht en 2012 à l'âge de 10 ans. Il a fait ses débuts professionnels avec Anderlecht lors d'une défaite 4-2 en Division 1A belge contre Sint-Truiden le 25 novembre 2018, à l'âge de 16 ans. Il était le septième plus jeune joueur à faire ses débuts professionnels pour Anderlecht, à l'âge de 16 ans, 5 mois et 26 jours.
Le 1er décembre 2019, il a marqué son premier but professionnel lors du match de championnat contre KV Oostende, et quatre jours plus tard, il a également ouvert son compte en Coupe de Belgique contre Royal Excel Mouscron. Le 2 mars 2020, Doku a marqué deux buts et a délivré une passe décisive lors de la victoire 7-0 contre Zulte Waregem.

#### Stade Rennais (2020-2023)

##### 2020–2022: Saison de début et problèmes de blessure
Le 5 octobre 2020, Doku a signé pour le Stade Rennais pour cinq ans, pour 26 millions d'euros plus des bonus, devenant ainsi la recrue la plus chère de l'histoire du club,. Le jeune joueur a eu du mal à s'imposer au cours des premiers mois dans le nouveau club, mais a commencé à retrouver sa forme en décembre, contribuant avec deux passes décisives contre Marseille et Lorient. Doku a marqué son premier but pour Rennes le 20 mars 2021, contre Metz, mais a été expulsé pour un mauvais tacle plus tard dans le même match.
Dans sa deuxième saison à Rennes, Doku a marqué un but en Ligue 1, se limitant à seulement 14 apparitions en raison de diverses blessures. Il a débuté quatre matchs et a joué un total de 469 minutes au cours de la campagne de la ligue. Le 2 janvier 2022, Doku a marqué le premier but contre AS Nancy au quatrième tour de la Coupe de France 2021-2022; cependant, Rennes a perdu le match 5-4 aux tirs au but, après que les 120 minutes se soient terminées sur un score de 1-1.

##### 2022–2023: Retour en forme et départ
Dans la première partie de la saison 2022-2023, Doku a été principalement utilisé comme remplaçant par l'entraîneur de Rennes, Bruno Génésio, mais il est revenu en tant que titulaire dans les derniers mois de la saison. À la suite du départ de Kamaldeen Sulemana lors du mercato d'hiver, Doku a hérité du numéro 10, ayant précédemment porté le numéro 11.
Le 12 février 2023, lors d'une défaite 3-1 contre Toulouse, Doku a joué les 90 minutes complètes pour la première fois depuis le 9 mai 2021. Doku a réalisé une passe décisive dans chacun des deux matchs du tour de barrage de l'Europa League contre Shakhtar Donetsk, mais n'a pas pu empêcher son équipe d'être éliminée du tournoi. Le 15 avril, Doku a marqué son premier doublé pour Rennes lors d'une victoire à domicile 3-0 contre Reims. Les deux buts contre Reims ont été les premiers de Doku au stade de Rennes, le Roazhon Park, depuis son arrivée au club.
Le 30 avril, Doku a réalisé un nouveau doublé contre Angers, assurant à son équipe une victoire de 4-2 après avoir marqué les deux derniers buts en seconde période. Le 21 mai, il a inscrit le troisième but lors de la victoire 5-0 de Rennes à l'extérieur contre AC Ajaccio, réalisant un effort en solitaire en commençant sa course avec le ballon depuis l'intérieur de la moitié de son équipe en direction du but adverse. Doku a terminé la saison avec six buts en championnat, contribuant ainsi à la quatrième place de Rennes.

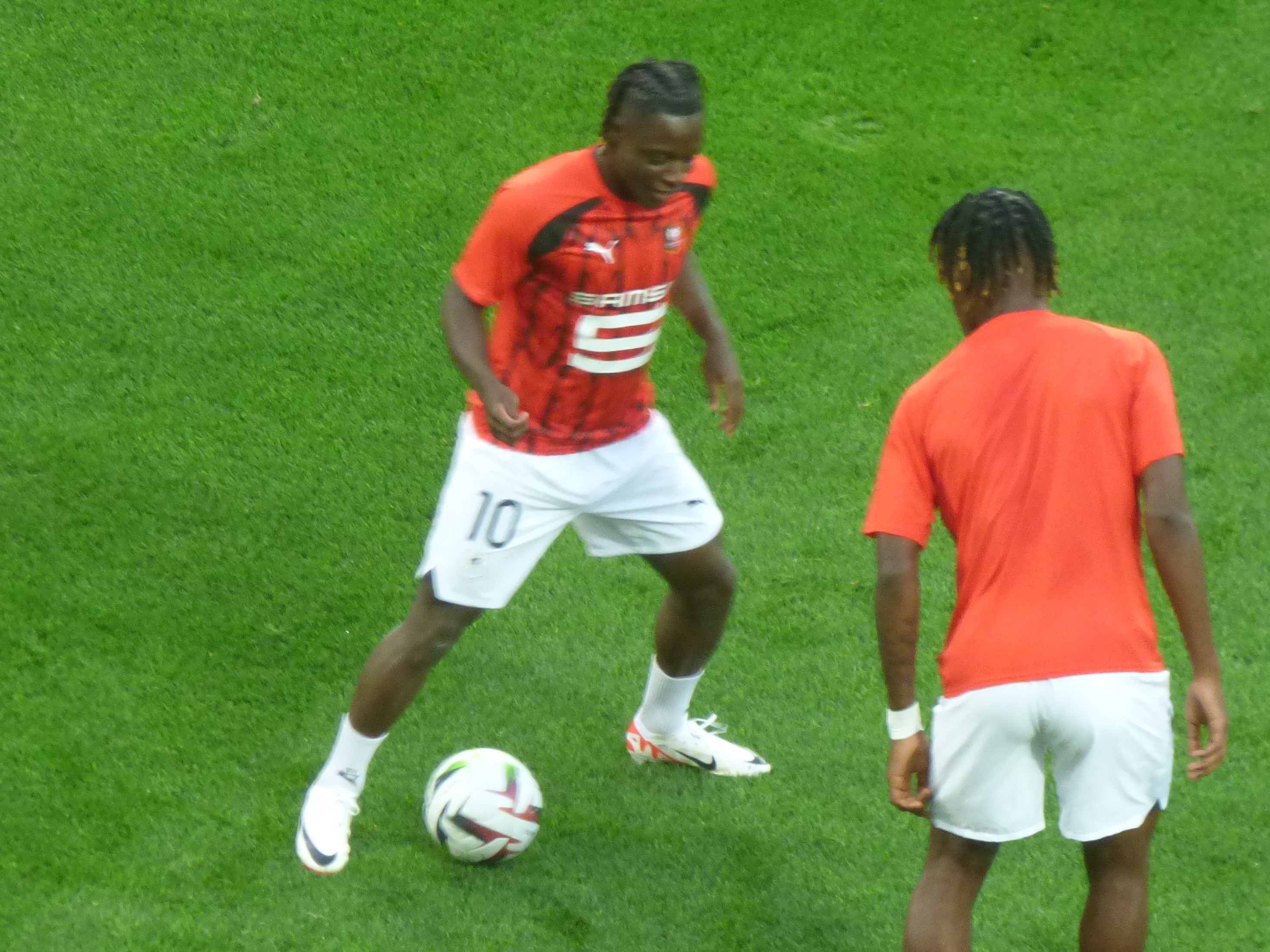
Doku s'échauffant pour son dernier match avec Rennes, quelques jours avant que son transfert à Manchester City ne soit officialisé.

Le 13 août, Doku a marqué un but lors de la victoire 5-1 de Rennes contre Metz lors de leur premier match de la saison 2023-2024 de Ligue 1. Il a disputé son dernier match pour Rennes le 20 août, en tant que remplaçant lors d'un match nul 1-1 contre RC Lens. Le lendemain, il a été rapporté que Rennes avait accepté une offre de 55 millions de livres sterling (65 millions d'euros) du club anglais Manchester City pour le transfert de Doku vers les champions de la Premier League,. Selon The Guardian, le club et le joueur ont tous deux rejeté une offre officielle de West Ham United avant de finaliser l'accord avec City.

#### Manchester City (depuis 2023)
Le 24 août, City a confirmé la signature de Doku pour un contrat de cinq ans. Il s'est vu attribuer le numéro 11 pour la saison 2023-2024. Le 2 septembre, il a fait ses débuts pour City lors d'une victoire 5-1 contre Fulham à l'Etihad Stadium. Le 16 septembre, il a marqué son premier but lors d'une victoire 3-1 à l'extérieur contre West Ham United. Après le match, l'entraîneur de City, Pep Guardiola, a déclaré qu'il ne s'attendait pas à une telle performance de Doku lors de sa deuxième apparition pour le nouveau club, le qualifiant de "véritable ailier" et ajoutant "la façon dont il a joué aujourd'hui, je ne me souviens pas avoir vu quelque chose comme ça depuis longtemps".
Le 4 octobre, Doku a marqué son premier but en Ligue des champions lors du match de groupe contre l'équipe allemande de RB Leipzig, concluant une contre-attaque en temps additionnel pour convertir la passe de Julián Álvarez, scellant la victoire 3-1 de City. Le but a suivi un renversement des rôles entre les deux joueurs, car quelques minutes plus tôt, Álvarez avait marqué le deuxième but de City grâce à une passe décisive de Doku. Doku a réalisé une autre passe décisive à Álvarez le 22 octobre, lors du match de Premier League contre Brighton & Hove Albion, remporté 2-1 par City. Il a été nommé homme du match après avoir battu à plusieurs reprises James Milner du côté gauche pendant le match, comme l'a commenté l'ancien joueur de City Paul Dickov qui a déclaré qu'il "avait de la peine pour Milner" après le match, et que Doku semblait être une menace "à chaque fois qu'il avait le ballon".
Le 4 novembre, Doku a marqué le premier but et ajouté quatre passes décisives lors d'une victoire 6-1 contre Bournemouth, devenant ainsi le plus jeune joueur de l'histoire de la Premier League, à 21 ans et 161 jours, à délivrer quatre passes décisives et à être directement impliqué dans cinq buts au cours d'un seul match. Avec ces quatre passes décisives, Doku a égalé le record de la Premier League pour le plus grand nombre de passes décisives dans un match et a été désigné joueur du match pour sa performance exceptionnelle.
En décembre, il subit un coup d'arrêt en raison d'une blessure musculaire. Ses performances s'en ressentent à son retour, Doku étant nettement moins buteur ou passeur décisif. Le joueur belge conserve cependant la confiance de Pep Guardiola. Le 19 mai 2024, il est sacré champion avec les Cityzens en délivrant au passage une nouvelle passe décisive lors du match pour le titre, remportant ainsi le premier trophée de sa jeune carrière.

### En sélections nationales

#### En catégories jeunes
Éligible à la fois pour la sélection ghanéenne via ses parents et la sélection belge via sa naissance, c'est cette dernière que Jérémy Doku choisit.
Avec l'équipe de Belgique des moins de 17 ans, il participe au championnat d'Europe des moins de 17 ans en 2018. Lors de cette compétition organisée en Angleterre, il joue trois matchs. Il se met en évidence en inscrivant un but en phase de poule contre le Danemark. La Belgique s'incline en demi-finale face à l'Italie.
Après le championnat d'Europe, il s'illustre en étant l'auteur de deux doublés, contre la Lettonie et la Hongrie. Il participe ensuite en mai 2019 pour la seconde fois au championnat d'Europe des moins de 17 ans. Lors de ce tournoi organisé en Irlande, il officie comme titulaire et joue cinq matchs. Il délivre une passe décisive contre le pays organisateur en phase de poule. La Belgique se classe sixième de la compétition, en étant devancée par la Hongrie.
Le 6 septembre 2019, à tout juste 17 ans, il débute en sélection espoirs belge à l'occasion d'un match contre le Pays de Galles (défaite, 1-0). Le 15 octobre 2019, il inscrit son premier but avec les espoirs contre la Moldavie (victoire, 4-1). Ces rencontres rentrent dans le cadre des éliminatoires de l'Euro espoirs 2021.

#### En équipe première
Le 5 septembre 2020, il dispute son premier match en faveur de l'équipe senior contre le Danemark en Ligue des nations rentrant en cours de jeu (victoire, 0-2). Dès le match suivant, le 8 septembre 2020, contre l'Islande, il est aligné comme titulaire et marque son premier but en sélection en seconde mi-temps grâce à une belle frappe enroulée, scellant une imposante victoire 5-1 des siens.

##### Euro 2020
À seulement 19 ans, il est sélectionné par Roberto Martinez pour participer à l'Euro 2020, il y porte le numéro 25. Il joue son premier match contre la Finlande, avant de disputer le quart de finale contre l'Italie, où les Belges s'inclinent 2-1. Durant ce match ses belles performances en vitesse et en dribbles font connaître son talent aux yeux du monde entier, il provoque notamment le penalty, transformé par son coéquipier Romelu Lukaku, qui s'avère être l'unique but de la Belgique pendant ce match.
Après ce très bel Euro, sa valeur grimpe jusqu'à un maximum d'environ 50 millions d'euros pendant le mercato estival 2021 et son dossier est approché par trois grands clubs européens : le Liverpool FC, le Bayern Munich et le FC Barcelone. Finalement, il ne quitte pas le Stade rennais FC lors de l'été 2021 et y reste également la saison suivante.

##### Coupe du monde 2022
Le 10 novembre 2022, il est sélectionné par Roberto Martínez pour participer à la Coupe du monde 2022 au Qatar où il ne joue que le troisième et dernier match de la Belgique en montant au jeu à la 72e minute contre la Croatie (0-0).

##### Euro 2024
Le 28 mai 2024, il est retenu parmi les 25 joueurs belges convoqués par Domenico Tedesco pour participer à l'Euro 2024.

## Style de jeu
Joueur offensif, Jérémy Doku évolue surtout au poste d'ailier gauche, mais est également capable de jouer à droite de l'attaque : véloce, dynamique, fin techniquement, il s’illustre surtout par son explosivité, la manière dont il occupe les espaces et sa personnalité sur le terrain, avec une application dans l'effort et un sens du collectif qui en font un joueur très précoce,.

## Statistiques

### En club
| Saison                | Club                  | Championnat           | Championnat | Championnat | Championnat | Coupe nationale | Coupe nationale | Coupe nationale | Coupe de la Ligue | Coupe de la Ligue | Coupe de la Ligue | Supercoupe | Supercoupe | Supercoupe | Compétition(s) continentale(s) | Compétition(s) continentale(s) | Compétition(s) continentale(s) | Compétition(s) continentale(s) | Autres compétitions | Autres compétitions | Autres compétitions | Autres compétitions | Total | Total | Total |
| Saison                | Club                  | Division              | M.          | B.          | P.d.        | M.              | B.              | P.d.            | M.                | B.                | P.d.              | M.         | B.         | P.d.       | Comp.                          | M.                             | B.                             | P.d.                           | Comp.               | M.                  | B.                  | P.d.                | M.    | B.    | P.d.  |
| 2018-2019             | RSC Anderlecht        | Division 1A           | 5           | 0           | 0           | -               | -               | -               | -                 | -                 | -                 | -          | -          | -          | C3                             | -                              | -                              | -                              | PO1                 | 1                   | 0                   | 0                   | 6     | 0     | 0     |
| 2019-2020             | RSC Anderlecht        | Division 1A           | 21          | 3           | 3           | 3               | 1               | 0               | -                 | -                 | -                 | -          | -          | -          | -                              | -                              | -                              | -                              | -                   | -                   | -                   | -                   | 24    | 4     | 3     |
| 2020-2021             | RSC Anderlecht        | Division 1A           | 7           | 2           | 4           | -               | -               | -               | -                 | -                 | -                 | -          | -          | -          | -                              | -                              | -                              | -                              | -                   | -                   | -                   | -                   | 7     | 2     | 4     |
| Sous-total            | Sous-total            | Sous-total            | 33          | 5           | 7           | 3               | 1               | 0               | -                 | -                 | -                 | -          | -          | -          | -                              | -                              | -                              | -                              | -                   | 1                   | 0                   | 0                   | 37    | 6     | 7     |
| 2020-2021             | Stade rennais FC      | Ligue 1               | 30          | 2           | 3           | 1               | 0               | 1               | -                 | -                 | -                 | -          | -          | -          | C1                             | 6                              | 0                              | 0                              | -                   | -                   | -                   | -                   | 37    | 2     | 4     |
| 2021-2022             | Stade rennais FC      | Ligue 1               | 14          | 1           | 2           | 1               | 1               | 0               | -                 | -                 | -                 | -          | -          | -          | C4                             | 3                              | 0                              | 0                              | -                   | -                   | -                   | --                  | 18    | 2     | 2     |
| 2022-2023             | Stade rennais FC      | Ligue 1               | 29          | 6           | 2           | 2               | 1               | 0               | -                 | -                 | -                 | -          | -          | -          | C3                             | 4                              | 0                              | 2                              | -                   | -                   | -                   | -                   | 35    | 7     | 4     |
| 2023-2024             | Stade rennais FC      | Ligue 1               | 2           | 1           | 0           | -               | -               | -               | -                 | -                 | -                 | -          | -          | -          | C3                             | -                              | -                              | -                              | -                   | -                   | -                   | -                   | 2     | 1     | 0     |
| Sous-total            | Sous-total            | Sous-total            | 75          | 10          | 7           | 4               | 2               | 1               | -                 | -                 | -                 | -          | -          | -          | -                              | 13                             | 0                              | 2                              | -                   | -                   | -                   | -                   | 92    | 12    | 10    |
| 2023-2024             | Manchester City FC    | Premier League        | 29          | 3           | 10          | 6               | 2               | 0               | 1                 | 0                 | 0                 | -          | -          | -          | C1                             | 7                              | 1                              | 1                              | -                   | -                   | -                   | -                   | 43    | 6     | 11    |
| 2024-2025             | Manchester City FC    | Premier League        | 29          | 3           | 6           | 3               | 2               | 2               | 1                 | 1                 | 0                 | 1          | 0          | 0          | C1                             | 4                              | 0                              | 1                              | CMC                 | 3                   | 2                   | 0                   | 41    | 8     | 9     |
| 2025-2026             | Manchester City FC    | Premier League        | 1           | 0           | 0           | -               | -               | -               | -                 | -                 | -                 | -          | -          | -          | C1                             | -                              | -                              | -                              | -                   | -                   | -                   | -                   | 1     | 0     | 0     |
| Sous-total            | Sous-total            | Sous-total            | 59          | 6           | 16          | 9               | 4               | 2               | 2                 | 1                 | 0                 | 1          | 0          | 0          | -                              | 11                             | 1                              | 2                              | -                   | 3                   | 2                   | 0                   | 85    | 14    | 20    |
| Total sur la carrière | Total sur la carrière | Total sur la carrière | 167         | 21          | 30          | 16              | 7               | 3               | 2                 | 1                 | 0                 | 1          | 0          | 0          | -                              | 24                             | 1                              | 4                              | -                   | 4                   | 2                   | 0                   | 214   | 32    | 37    |

### En sélections nationales
| Saison                | Sélection             | Phases finales        | Phases finales | Phases finales | Phases finales | Éliminatoires CDM | Éliminatoires CDM | Éliminatoires CDM | Éliminatoires EURO | Éliminatoires EURO | Éliminatoires EURO | Ligue des Nations | Ligue des Nations | Ligue des Nations | Matchs amicaux | Matchs amicaux | Matchs amicaux | Total | Total | Total |
| Saison                | Sélection             | Compétition           | M              | B              | Pd             | M                 | B                 | Pd                | M                  | B                  | Pd                 | M                 | B                 | Pd                | M              | B              | Pd             | M     | B     | Pd    |
| --------------------- | --------------------- | --------------------- | -------------- | -------------- | -------------- | ----------------- | ----------------- | ----------------- | ------------------ | ------------------ | ------------------ | ----------------- | ----------------- | ----------------- | -------------- | -------------- | -------------- | ----- | ----- | ----- |
| 2020-2021             | Belgique              | Euro 2020             | 2              | 0              | 1              | 1                 | 1                 | 2                 | -                  | -                  | -                  | 4                 | 1                 | 0                 | 3              | 0              | 0              | 10    | 2     | 3     |
| 2022-2023             | Belgique              | Coupe du monde 2022   | 1              | 0              | 0              | -                 | -                 | -                 | 2                  | 0                  | 0                  | -                 | -                 | -                 | 1              | 0              | 0              | 4     | 0     | 0     |
| 2023-2024             | Belgique              | Euro 2024             | 4              | 0              | 0              | -                 | -                 | -                 | 4                  | 0                  | 4                  | -                 | -                 | -                 | 4              | 0              | 2              | 12    | 0     | 6     |
| 2024-2025             | Belgique              | -                     | -              | -              | -              | 2                 | 1                 | 0                 | -                  | -                  | -                  | 5                 | 0                 | 2                 | -              | -              | -              | 7     | 1     | 2     |
| Total sur la carrière | Total sur la carrière | Total sur la carrière | 7              | 0              | 1              | 3                 | 2                 | 2                 | 6                  | 0                  | 4                  | 9                 | 1                 | 2                 | 8              | 0              | 2              | 33    | 3     | 11    |

### Matchs internationaux
| Matchs internationaux de Jérémy Doku, | Matchs internationaux de Jérémy Doku, | Matchs internationaux de Jérémy Doku,                   | Matchs internationaux de Jérémy Doku, | Matchs internationaux de Jérémy Doku, | Matchs internationaux de Jérémy Doku,   | Matchs internationaux de Jérémy Doku, | Matchs internationaux de Jérémy Doku,                                   |
| #                                     | Date                                  | Lieu                                                    | Adversaire                            | Résultat                              | Compétition                             | Club                                  | Notes                                                                   |
| ------------------------------------- | ------------------------------------- | ------------------------------------------------------- | ------------------------------------- | ------------------------------------- | --------------------------------------- | ------------------------------------- | ----------------------------------------------------------------------- |
| 1                                     | 5 septembre 2020                      | Parken Stadium, Copenhague, Danemark                    | Danemark                              | V 2 - 0                               | Ligue des nations 2020-2021             | RSC Anderlecht                        | Entre en jeu à la place de Youri Tielemans à la 87e minute de jeu.      |
| 2                                     | 8 septembre 2020                      | Stade Roi Baudouin, Bruxelles, Belgique                 | Islande                               | V 5 - 1                               | Ligue des nations 2020-2021             | RSC Anderlecht                        | Titulaire et buteur.                                                    |
| 3                                     | 8 octobre 2020                        | Stade Roi Baudouin, Bruxelles, Belgique                 | Côte d'Ivoire                         | N 1 - 1                               | Match amical                            | Stade rennais FC                      | Titulaire, remplacé par Divock Origi à la 68e minute de jeu.            |
| 4                                     | 11 octobre 2020                       | Stade de Wembley, Londres, Angleterre                   | Angleterre                            | D 1 - 2                               | Ligue des nations 2020-2021             | Stade rennais FC                      | Entre en jeu à la place de Yannick Carrasco à la 83e minute de jeu.     |
| 5                                     | 14 octobre 2020                       | Laugardalsvöllur, Reykjavik, Islande                    | Islande                               | V 2 - 1                               | Ligue des nations 2020-2021             | Stade rennais FC                      | Titulaire, remplacé par Timothy Castagne à la 68e minute de jeu.        |
| 6                                     | 30 mars 2021                          | Stade Den Dreef, Louvain, Belgique                      | Biélorussie                           | V 8 - 0                               | Éliminatoires de la Coupe du monde 2022 | Stade rennais FC                      | Titulaire et buteur, remplacé par Adnan Januzaj à la 77e minute de jeu. |
| 7                                     | 3 juin 2021                           | Stade Roi Baudouin, Bruxelles, Belgique                 | Grèce                                 | N 1 - 1                               | Match amical                            | Stade rennais FC                      | Titulaire, remplacé par Dries Mertens à la 46e minute de jeu.           |
| 8                                     | 6 juin 2021                           | Stade Roi Baudouin, Bruxelles, Belgique                 | Croatie                               | V 1 - 0                               | Match amical                            | Stade rennais FC                      | Entre en jeu à la place de Yannick Carrasco à la 81e minute de jeu.     |
| 9                                     | 21 juin 2021                          | Gazprom Arena, Saint-Pétersbourg, Russie                | Finlande                              | V 2 - 0                               | Euro 2020                               | Stade rennais FC                      | Titulaire, remplacé par Michy Batshuayi à la 76e minute de jeu.         |
| 10                                    | 2 juillet 2021                        | Allianz Arena, Munich, Allemagne                        | Italie                                | D 1 - 2                               | Euro 2020                               | Stade rennais FC                      | Titulaire.                                                              |
| 11                                    | 18 novembre 2022                      | Stade international Jaber Al-Ahmad (en), Koweït, Koweït | Égypte                                | D 1 - 2                               | Match amical                            | Stade rennais FC                      | Entre en jeu à la place de Timothy Castagne à la 82e minute de jeu.     |
| 12                                    | 1er décembre 2022                     | Stade Ahmed-ben-Ali, Al Rayyan, Qatar                   | Croatie                               | N 0 - 0                               | Coupe du monde 2022                     | Stade rennais FC                      | Entre en jeu à la place de Yannick Carrasco à la 72e minute de jeu.     |
| 13                                    | 17 juin 2023                          | Stade Roi Baudouin, Bruxelles, Belgique                 | Autriche                              | N 1 - 1                               | Éliminatoires de l'Euro 2024            | Stade rennais FC                      | Titulaire, remplacé par Mike Trésor à la 84e minute de jeu.             |
| 14                                    | 20 juin 2023                          | A. Le Coq Arena, Tallinn, Estonie                       | Estonie                               | V 3 - 0                               | Éliminatoires de l'Euro 2024            | Stade rennais FC                      | Entre en jeu à la place de Mike Trésor à la 57e minute de jeu.          |
| 15                                    | 9 septembre 2023                      | Dalga Arena, Bakou, Azerbaïdjan                         | Azerbaïdjan                           | V 1 - 0                               | Éliminatoires de l'Euro 2024            | Manchester City                       | Entre en jeu à la place de Johan Bakayoko à la 66e minute de jeu.       |
| 16                                    | 12 septembre 2023                     | Stade Roi Baudouin, Bruxelles, Belgique                 | Estonie                               | V 5 - 0                               | Éliminatoires de l'Euro 2024            | Manchester City                       | Titulaire.                                                              |
| 17                                    | 13 octobre 2023                       | Stade Ernst-Happel, Vienne, Autriche                    | Autriche                              | V 3 - 2                               | Éliminatoires de l'Euro 2024            | Manchester City                       | Titulaire, remplacé par Mandela Keita à la 87e minute de jeu.           |
| 18                                    | 19 novembre 2023                      | Stade Roi Baudouin, Bruxelles, Belgique                 | Azerbaïdjan                           | V 5 - 0                               | Éliminatoires de l'Euro 2024            | Manchester City                       | Titulaire.                                                              |
| 19                                    | 23 mars 2024                          | Aviva Stadium, Dublin, Irlande                          | République d'Irlande                  | N 0 - 0                               | Match amical                            | Manchester City                       | Entre en jeu à la place de Leandro Trossard à la 46e minute de jeu.     |
| 20                                    | 26 mars 2024                          | Stade de Wembley, Londres, Angleterre                   | Angleterre                            | N 2 - 2                               | Match amical                            | Manchester City                       | Titulaire.                                                              |
| 21                                    | 5 juin 2024                           | Stade Roi Baudouin, Bruxelles, Belgique                 | Monténégro                            | V 2 - 0                               | Match amical                            | Manchester City                       | Entre en jeu à la place de Amadou Onana à la 46e minute de jeu.         |
| 22                                    | 8 juin 2024                           | Stade Roi Baudouin, Bruxelles, Belgique                 | Luxembourg                            | V 3 - 0                               | Match amical                            | Manchester City                       | Titulaire, remplacé par Yannick Carrasco à la 64e minute de jeu.        |
| 23                                    | 17 juin 2024                          | Frankfurt Arena, Francfort, Allemagne                   | Slovaquie                             | D 0 - 1                               | Euro 2024                               | Manchester City                       | Titulaire, remplacé par Loïs Openda à la 84e minute de jeu.             |
| 24                                    | 22 juin 2024                          | Stade de Cologne, Cologne, Allemagne                    | Roumanie                              | V 2 - 0                               | Euro 2024                               | Manchester City                       | Titulaire, remplacé par Yannick Carrasco à la 72e minute de jeu.        |
| 25                                    | 26 juin 2024                          | Stuttgart Arena, Stuttgart, Allemagne                   | Ukraine                               | N 0 - 0                               | Euro 2024                               | Manchester City                       | Titulaire, remplacé par Johan Bakayoko à la 77e minute de jeu.          |
| 26                                    | 1er juillet 2024                      | Düsseldorf Arena, Düsseldorf, Allemagne                 | France                                | D 0 - 1                               | Euro 2024                               | Manchester City                       | Titulaire.                                                              |
| 27                                    | 6 septembre 2024                      | Nagyerdei Stadion, Debrecen, Hongrie                    | Israël                                | V 3 - 1                               | Ligue des nations 2024-2025             | Manchester City                       | Titulaire, remplacé par Julien Duranville à la 73e minute de jeu.       |
| 28                                    | 9 septembre 2024                      | Parc Olympique lyonnais, Décines-Charpieu, France       | France                                | D 0 - 2                               | Ligue des nations 2024-2025             | Manchester City                       | Titulaire, remplacé par Julien Duranville à la 82e minute de jeu.       |
| 29                                    | 10 octobre 2024                       | Stade olympique, Rome, Italie                           | Italie                                | N 2 - 2                               | Ligue des nations 2024-2025             | Manchester City                       | Titulaire, remplacé par Malick Fofana à la 87e minute de jeu.           |
| 30                                    | 14 octobre 2024                       | Stade Roi Baudouin, Bruxelles, Belgique                 | France                                | D 1 - 2                               | Ligue des nations 2024-2025             | Manchester City                       | Titulaire.                                                              |
| 31                                    | 23 mars 2025                          | Cegeka Arena, Genk, Belgique                            | Ukraine                               | V 3 - 0                               | Ligue des nations 2024-2025             | Manchester City                       | Titulaire.                                                              |
| 32                                    | 6 juin 2025                           | Stade national Toše-Proeski, Skopje, Macédoine du Nord  | Macédoine du Nord                     | N 1 - 1                               | Éliminatoires de la Coupe du monde 2026 | Manchester City                       | Titulaire.                                                              |
| 33                                    | 9 juin 2025                           | Stade Roi Baudouin, Bruxelles, Belgique                 | Pays de Galles                        | V 4 - 3                               | Éliminatoires de la Coupe du monde 2026 | Manchester City                       | Titulaire et buteur.                                                    |

### Buts internationaux
| Buts internationaux de Jérémy Doku | Buts internationaux de Jérémy Doku | Buts internationaux de Jérémy Doku      | Buts internationaux de Jérémy Doku | Buts internationaux de Jérémy Doku | Buts internationaux de Jérémy Doku      | Buts internationaux de Jérémy Doku | Buts internationaux de Jérémy Doku | Buts internationaux de Jérémy Doku | Buts internationaux de Jérémy Doku |
| #                                  | Date                               | Lieu                                    | Adversaire                         | Résultat                           | Compétition                             | Détail                             | Détail                             | Détail                             | Cape                               |
| ---------------------------------- | ---------------------------------- | --------------------------------------- | ---------------------------------- | ---------------------------------- | --------------------------------------- | ---------------------------------- | ---------------------------------- | ---------------------------------- | ---------------------------------- |
| 1                                  | 8 septembre 2020                   | Stade Roi Baudouin, Bruxelles, Belgique | Islande                            | V 5 - 1                            | Ligue des nations 2020-2021             | 79e                                | du pied droit                      | 5-1                                | 2e                                 |
| 2                                  | 30 mars 2021                       | Stade Den Dreef, Louvain, Belgique      | Biélorussie                        | V 8 - 0                            | Éliminatoires de la Coupe du monde 2022 | 42e                                | du pied droit                      | 4-0                                | 6e                                 |
| 3                                  | 9 juin 2025                        | Stade Roi Baudouin, Bruxelles, Belgique | Pays de Galles                     | V 4 - 3                            | Éliminatoires de la Coupe du monde 2026 | 27e                                | du pied gauche                     | 3-0                                | 33e                                |

## Palmarès

### En club
|  |  | Manchester City - Championnat d'Angleterre (1) : - Champion : 2024. - Coupe d'Angleterre : - Finaliste : 2024 et 2025. - Community Shield (1) : - Vainqueur : 2024. |